# Portrait de jeune homme (Le Corrège)
Pour les articles homonymes, voir Portrait de jeune homme.
Portrait de jeune homme est un tableau réalisé au début du XVIe siècle par un peintre de la Renaissance italienne, sans doute Le Corrège. De format vertical, cette huile sur bois de sapin est le portrait en buste d'un jeune homme vêtu de noir devant un fond vert, peut-être un autoportrait. Acquise par Louis XIV auprès d'Armand-Jean de Vignerot du Plessis en 1665, l'œuvre est conservée au musée du Louvre, à Paris, en France.